# 스미스조코
스미스조코(Eospalax smithii)는 소경쥐과에 속하는 설치류의 일종이다. 중국의 토착종이다.

## 특징
스미스소경쥐는 꼬리 길이를 제외한 몸길이가 16.5~22.5cm이고, 몸무게는 180~460g이다. 꼬리 길이는 3.4~3.9cm로 아주 짧다.

## 분포 및 서식지
중국의 토착종으로 닝샤 후이족 자치구와 산시성 서부, 간쑤성, 쓰촨성 북부 지역에 분포한다. 스텝 지대와 개활지, 목초지에서 서식하며 농경지에서도 발견된다.